# Viamala-Tunnel
Der Viamala-Tunnel ist ein 742 Meter langer Strassentunnel der Autobahn A13 in der Schweizer Gemeinde Zillis-Reischen im Kanton Graubünden. Er verläuft in einer lang gezogenen Kurve und hat von Süden nach Norden ein Gefälle von etwa fünf Prozent. Der Tunnel wurde im Dezember 1967 in Betrieb genommen.
Am 16. September 2006 kam es in der Röhre zu einem schweren Verkehrsunfall mit neun Toten und fünf Verletzten. Gegen 13:15 Uhr verlor ein Auto im Tunnel einen Reifen. Beim Versuch diesem auszuweichen prallte ein dahinter fahrendes Auto auf einen entgegenkommenden Bus. Die beiden Fahrzeuge und ein weiteres Auto fingen dabei Feuer. 21 der 23 Businsassen konnten sich noch rechtzeitig vor den Flammen in Sicherheit bringen. Insgesamt wurden acht Fahrzeuge in dem Tunnel eingeschlossen, darunter zwei weitere PKW mit deutschem Kennzeichen, zwei Sattelschlepper, ein Wohnwagengespann und ein weiterer abgekoppelter Wohnwagen, dessen Zugfahrzeug den Tunnel rechtzeitig verlassen konnte. Die A13 wurde vollständig gesperrt und erst einige Tage nach Abschluss der Untersuchungen wieder geöffnet.
Nach der Katastrophe im Montblanc-Tunnel mit 39 Toten im März 1999 leiteten die Behörden Untersuchungen zur Sicherheit des Viamala-Tunnels ein. In einem Bericht wurde dabei dieser zusammen mit dem San-Bernardino-Tunnel sowie zwei weiteren Galerien der Autobahn A13 wegen Sicherheitsmängeln als nachrüstungsbedürftig bezeichnet. Damals fehlte die Brandnotbeleuchtung, woraufhin bis Mai 2000 die Nachrüstung erfolgte und der Tunnel somit den Standards entsprach.
Bereits im Jahr 2002 war es im Viamala-Tunnel zu einem Unfall mit drei Schwerverletzten gekommen, welcher auf das Fehlen einer Mittelleitplanke zwischen den Fahrbahnen zurückzuführen war. Diese Tatsache hat wahrscheinlich auch zum Unfall im September 2006 massgeblich beigetragen.
Um die Sicherheit zu verbessern, wurde zwischen 2014 und 2017 ein Fluchttunnel für den Viamala-Tunnel gebaut, um die Fluchtwege auf maximal 150 Meter zu verkürzen. Auch schädliche Gase sollen nicht in den Fluchtstollen gelangen können.